# Copidozoum adamantum
Copidozoum adamantum är en mossdjursart som beskrevs av Soule, Soule och Chaney 1995. Copidozoum adamantum ingår i släktet Copidozoum och familjen Calloporidae. Inga underarter finns listade i Catalogue of Life.